# King George VI and Queen Elizabeth Diamond Stakes
Groupe I
Les King George VI and Queen Elizabeth Stakes est une course hippique internationale de groupe I qui se déroule en juillet sur l'hippodrome d'Ascot, en Angleterre.
C'est une épreuve réservée aux chevaux de 3 ans et plus, qui se court sur 2 400 mètres (1 mile et 4 furlongs), corde à droite, piste en gazon. La dotation, pour l'année 2015, s'élève à £ 1 150 000.

## Historique
Créée tardivement, en 1951, par l'amalgame de deux courses qui se déroulaient dans le courant de l'été, c'est l'épreuve considérée comme la plus relevée d'Angleterre, puisque s'y affrontent, pour la première fois dans la saison, les meilleurs 3 ans et les meilleurs chevaux d'âge. C'est en quelque sorte l'Arc de l'été.
Tulyar devint le premier vainqueur de Derby à s'adjuger la course la même année. Depuis, douze poulains ont réalisé le doublé : Pinza (1953), Nijinsky (1970), Mill Reef (1971), Grundy (1975), The Minstrel (1977), Troy (1979), Shirker (1981), Reference Point (1987), Nashwan (1989), Generous (1991), Lammtarra (1995) et Galileo (2001).
Sept lauréats des "King George" se sont adjugés trois mois plus tard le Prix de l'Arc de Triomphe : Ribot (1956), Ballymoss (1958), Mill Reef (1971), Dancing Brave (1986), Lammtarra (1995), Dylan Thomas (2007) et Enable (2018). Montjeu (2000), Hurricane Run (2006) et Danedream (2012) se sont quant à eux imposés l'année suivant leur triomphe à Longchamp.

## Records

### Chevaux
- Record de l'épreuve : Novellist en 2013, avec un temps de 2'24"60.
- Enable (2017, 2019, 2020) est la seule à avoir réussi le triplé.

### Propriétaire (7 victoires)
- Michael Tabor - Montjeu (2000), Galileo (2001), Hurricane Run (2006), Dylan Thomas (2007), Duke of Marmalade (2008), Highland Reel (2016)

### Entraîneurs (6 victoires)
- Michael Stoute – Shergar (1981), Opera House (1993), Golan (2002), Conduit (2009), Harbinger (2010), Poet's Word (2018)

### Jockey (7 victoires)
- Lester Piggott – Meadow Court (1965), Aunt Edith (1966), Park Top (1969), Nijinsky II (1970), Dahlia (1974), The Minstrel (1977), Teenoso (1984)

## Palmarès
| Année | Vainqueur         | S/A | Pays        | Père            | Jockey               | Entraîneur                    | Propriétaire                   | Deuxième         | Troisième          | Temps    |
| ----- | ----------------- | --- | ----------- | --------------- | -------------------- | ----------------------------- | ------------------------------ | ---------------- | ------------------ | -------- |
| 2025  | Calandagan        | H.4 | France      | Gleneagles      | Mickaël Barzalona    | Francis-Henri Graffard        | Aga Khan Studs                 | Kalpana          | Rebel's Romance    | 2'29"74  |
| 2024  | Goliath           | H.4 | France      | Adlerflug       | Christophe Soumillon | Francis-Henri Graffard        | Baron Von Ullmann              | Bluestocking     | Rebel's Romance    | 2'27"43  |
| 2023  | Hukum             | M.6 | Royaume-Uni | Sea The Stars   | Jim Crowley          | Owen Burrows                  | Shadwell Estate Co. Ltd        | Westover         | King of Steel      | 2'33"95  |
| 2022  | Pyledriver        | M.5 | Royaume-Uni | Harbour Watch   | P. J. McDonald       | William Muir & Chris Grassick | La Pyle Partnership            | Torquator Tasso  | Mishriff           | 2'29"49  |
| 2021  | Adayar            | M.3 | Royaume-Uni | Frankel         | William Buick        | Charlie Appleby               | Godolphin                      | Mishriff         | Love               | 2'26"54  |
| 2020  | Enable            | F.6 | Royaume-Uni | Nathaniel       | Lanfranco Dettori    | John Gosden                   | Khalid Abdullah                | Sovereign        | Japan              | 2'28"92  |
| 2019  | Enable            | F.5 | Royaume-Uni | Nathaniel       | Lanfranco Dettori    | John Gosden                   | Khalid Abdullah                | Crystal Ocean    | Waldgeist          | 2'32"42  |
| 2018  | Poet's Word       | M.5 | Royaume-Uni | Poet's Voice    | James Doyle          | Sir Michael Stoute            | Saeed Suhail                   | Crystal Ocean    | Coronet            | 2'25"84  |
| 2017  | Enable            | F.3 | Royaume-Uni | Nathaniel       | Lanfranco Dettori    | John Gosden                   | Khalid Abdullah                | Ulysses          | Idaho              | 2'36"22  |
| 2016  | Highland Reel     | M.4 | Irlande     | Galileo         | Ryan Moore           | Aidan O'Brien                 | D.Smith, S. Magnier & M. Tabor | Wings of Desire  | Dartmouth          | 2'28"97  |
| 2015  | Postponed         | M.4 | Royaume-Uni | Dubawi          | Andrea Atzeni        | Luca Cumani                   | Cheik M-Obaid Al Maktoum       | Eagle Top        | Romsdal            | 2'31"25  |
| 2014  | Taghrooda         | F.3 | Royaume-Uni | Sea The Stars   | Paul Hanagan         | John Gosden                   | Hamdan Al Maktoum              | Telescope        | Mukhadram          | 2'28"13  |
| 2013  | Novellist         | M.4 | Allemagne   | Monsun          | Johnny Murtagh       | Andreas Wöhler                | Christoph Berglar              | Trading Leather  | Hillstar           | 2'24"60  |
| 2012  | Danedream         | F.4 | Allemagne   | Lomitas         | Andrasch Starke      | Peter Schiergen               | Gestüt B. Eberstein/T. Yoshida | Nathaniel        | St Nicholas Abbey  | 2'31"62  |
| 2011  | Nathaniel         | M.3 | Royaume-Uni | Galileo         | William Buick        | John Gosden                   | Lady Rotschild                 | Workforce        | St Nicholas Abbey  | 2'35"07  |
| 2010  | Harbinger         | M.4 | Royaume-Uni | Dansili         | Olivier Peslier      | Sir Michael Stoute            | Highclere Thoroughbred         | Cape Blanco      | Youmzain           | 2'26"78  |
| 2009  | Conduit           | M.4 | Royaume-Uni | Dalakhani       | Ryan Moore           | Sir Michael Stoute            | Ballymacoll Stud               | Tartan Bearer    | Ask                | 2'28"73  |
| 2008  | Duke of Marmalade | M.4 | Irlande     | Danehill        | Johnny Murtagh       | Aidan O'Brien                 | Sue Magnier & Michael Tabor    | Papal Bull       | Youmzain           | 2'27"91  |
| 2007  | Dylan Thomas      | M.4 | Irlande     | Danehill        | Johnny Murtagh       | Aidan O'Brien                 | Sue Magnier & Michael Tabor    | Youmzain         | Maraahel           | 2’31"11  |
| 2006  | Hurricane Run     | M.4 | France      | Montjeu         | Christophe Soumillon | André Fabre                   | Michael Tabor                  | Electrocutionist | Heart's Cry        | 2’30"29  |
| 2005* | Azamour           | M.4 | Irlande     | Night Shift     | Michael Kinane       | John Oxx                      | S.A. Aga Khan                  | Norse Dancer     | Bago               | 2'28"26  |
| 2004  | Doyen             | M.4 | France      | Sadler's Wells  | Frankie Dettori      | Saeed bin Suroor              | Écurie Godolphin               | Hard Buck        | Sulamani           | 2'33"18  |
| 2003  | Alamshar          | M.3 | Irlande     | Key of Luck     | Johnny Murtagh       | John Oxx                      | S.A. Aga Khan                  | Sulamani         | Kris Kin           | 2'33"26  |
| 2002  | Golan             | M.4 | Royaume-Uni | Spectrum        | Kieren Fallon        | Sir Michael Stoute            | Succ. Lord Weinstock           | Nayef            | Zindabad           | 2'29"70  |
| 2001  | Galileo           | M.3 | Irlande     | Sadler's Wells  | Michael Kinane       | Aidan O'Brien                 | Sue Magnier & Michael Tabor    | Fantastic Light  | Hightori           | 2'27"71  |
| 2000  | Montjeu           | M.4 | France      | Sadler's Wells  | Michael Kinane       | John-E. Hammond               | Michael Tabor                  | Fantastic Light  | Daliapour          | 2'29"98  |
| 1999  | Daylami           | M.5 | France      | Doyoun          | Frankie Dettori      | Saeed bin Suroor              | Écurie Godolphin               | Nedawi           | Fruits of Love     | 2'29"35  |
| 1998  | Swain             | M.6 | France      | Nashwan         | Frankie Dettori      | Saeed bin Suroor              | Écurie Godolphin               | High Rise        | Royal Anthem       | 2'29"06  |
| 1997  | Swain             | M.5 | France      | Nashwan         | John Reid            | Saeed bin Suroor              | Écurie Godolphin               | Pilsudski        | Helissio           | 2'36"45  |
| 1996  | Pentire           | M.4 | Royaume-Uni | Be My Guest     | Michael Hills        | Geoff Wragg                   | Mollers Racing                 | Classic Cliche   | Shaamit            | 2'28"11  |
| 1995  | Lammtarra         | M.3 | Royaume-Uni | Nijinsky        | Frankie Dettori      | Saeed bin Suroor              | Saeed Al Maktoum               | Pentire          | Strategic Choice   | 2'31"01  |
| 1994  | King's Theatre    | M.3 | Royaume-Uni | Sadler's Wells  | Michael Kinane       | Henry Cecil                   | Cheikh Mohammed / M.Poland     | White Muzzle     | Wagon Master       | 2'28"92  |
| 1993  | Opera House       | M.5 | Royaume-Uni | Sadler's Wells  | Michael Roberts      | Michael Stoute                | Cheikh Mohammed                | White Muzzle     | Commander in Chief | 2'33"94  |
| 1992  | St Jovite         | M.3 | Irlande     | Pleasant Colony | Stephen Craine       | Jim Bolger                    | Virginia Kraft Payson          | Saddlers' Hall   | Opera House        | 2'30"85  |
| 1991  | Generous          | M.3 | Royaume-Uni | Caerleon        | Alan Munro           | Paul Cole                     | Prince Fahd bin Salman         | Sanglamore       | Rock Hopper        | 2'28"99  |
| 1990  | Belmez            | M.3 | Royaume-Uni | El Gran Señor   | Michael Kinane       | Henry Cecil                   | Cheikh Mohammed                | Old Vic          | Assatis            | 2'30"76  |
| 1989  | Nashwan           | M.3 | Royaume-Uni | Blushing Groom  | Willie Carson        | Dick Hern                     | Hamdan Al Maktoum              | Cacoethes        | Top Class          | 2'32"27  |
| 1988  | Mtoto             | M.5 | Royaume-Uni | Busted          | Michael Roberts      | Alec Stewart                  | Ahmed Al Maktoum               | Unfuwain         | Tony Bin           | 2'37"33  |
| 1987  | Reference Point   | M.3 | Royaume-Uni | Mill Reef       | Steve Cauthen        | Henry Cecil                   | Louis Freedman                 | Celestial Storm  | Triptych           | 2'34"63  |
| 1986  | Dancing Brave     | M.3 | Royaume-Uni | Lyphard         | Pat Eddery           | Guy Harwood                   | Khalid Abdullah                | Shardari         | Triptych           | 2'29"49  |
| 1985  | Petoski           | M.3 | Royaume-Uni | Niniski         | Willie Carson        | Dick Hern                     | Lady Beaverbrook               | Oh So Sharp      | Rainbow Quest      | 2'27"61  |
| 1984  | Teenoso           | M.4 | Royaume-Uni | Youth           | Lester Piggott       | Geoff Wragg                   | Eric Moller                    | Sadler's Wells   | Tolomeo            | 2'27"95  |
| 1983  | Time Charter      | F.4 | Royaume-Uni | Saritamer       | Joe Mercer           | Henry Candy                   | Robert Barnett                 | Diamond Shoal    | Sun Princess       | 2'30"78  |
| 1982  | Kalaglow          | M.4 | Royaume-Uni | Kalamoun        | Greville Starkey     | Guy Harwood                   | Anthony P. Ward                | Assert           | Glint of Gold      | 2'31"58  |
| 1981  | Shergar           | M.3 | Royaume-Uni | Great Nephew    | Walter Swinburn      | Michael Stoute                | S.A. Aga Khan                  | Madam Gay        | Fingal's Cave      | 2'35"40  |
| 1980  | Ela-Mana-Mou      | M.4 | Royaume-Uni | Pitcairn        | Willie Carson        | Dick Hern                     | Simon Weinstock                | Mrs Penny        | Gregorian          | 2'35"39  |
| 1979  | Troy              | M.3 | Royaume-Uni | Petingo         | Willie Carson        | Dick Hern                     | Sir Michael Sobell             | Gay Mecene       | Ela-Mana-Mou       | 2'33"75  |
| 1978  | Ile de Bourbon    | M.3 | Royaume-Uni | Nijinsky        | John Reid            | Fulke J.Houghton              | David McCall                   | Hawaiian Sound   | Montcontour        | 2'30"53  |
| 1977  | The Minstrel      | M.3 | Irlande     | Northern Dancer | Lester Piggott       | Vincent O'Brien               | Robert Sangster                | Orange Bay       | Exceller           | 2'30"48  |
| 1976  | Pawneese          | F.3 | France      | Carvin          | Yves Saint-Martin    | Angel Penna                   | Daniel Wildenstein             | Bruni            | Orange Bay         | 2'29"36  |
| 1975  | Grundy            | M.3 | Royaume-Uni | Great Nephew    | Pat Eddery           | Peter Walwyn                  | Dr Carlo Vittadini             | Bustino          | Dahlia             | 2'26"98  |
| 1974  | Dahlia            | F.4 | France      | Vaguely Noble   | Lester Piggott       | Maurice Zilber                | Nelson Bunker Hunt             | Highclere        | Dankaro            | 2'33"03  |
| 1973  | Dahlia            | F.3 | France      | Vaguely Noble   | Bill Pyers           | Maurice Zilber                | Nelson Bunker Hunt             | Rheingold        | Our Mirage         | 2'30"43  |
| 1972  | Brigadier Gerard  | M.4 | Royaume-Uni | Queen's Hussar  | Joe Mercer           | Dick Hern                     | Mrs Jean Hislop                | Parnell          | Riverman           | 2’32’’91 |
| 1971  | Mill Reef         | M.3 | Royaume-Uni | Never Bend      | Geoff Lewis          | Ian Balding                   | Paul Mellon                    | Ortis            | Acclimatization    | 2'32"56  |
| 1970  | Nijinsky          | M.3 | Irlande     | Northern Dancer | Lester Piggott       | Vincent O'Brien               | Charles W. Engelhard, Jr.      | Blakeney         | Crepellana         | 2'36"16  |
| 1969  | Park Top          | M.5 | Royaume-Uni | Kalydon         | Lester Piggott       | Bernard van Cutsem            | Duke of Devonshire             | Crozier          | Hogarth            | 2'32"46  |
| 1968  | Royal Palace      | M.4 | Royaume-Uni | Ballymoss       | Sandy Barclay        | Noel Murless                  | Jim Joel                       | Felicio II       | Topyo              | 2'33"22  |
| 1967  | Busted            | M.4 | Royaume-Uni | Crepello        | George Moore         | Noel Murless                  | Stanhope Joel                  | Salvo            | Ribocco            | 2'33"64  |
| 1966  | Aunt Edith        | F.4 | Royaume-Uni | Primera         | Lester Piggott       | Noel Murless                  | J. Hornung                     | Sodium           | Prominer           | 2'35"06  |
| 1965  | Meadow Court      | M.3 | Royaume-Uni | Court Harwell   | Lester Piggott       | Paddy Prendergast             | Max Bell / Bing Crosby         | Soderini         | Oncidium           | 2'33"27  |
| 1964  | Nasram            | M.4 | Royaume-Uni | Nasrullah       | Bill Pyers           | Ernie Fellows                 | Mrs Howell Jackson             | Santa Claus      | Royal Avenue       | 2'33"15  |
| 1963  | Ragusa            | M.3 | Irlande     | Ribot           | Garnie Bougoure      | Paddy Prendergast             | Jim Mullion                    | Miralgo          | Tarqogan           | 2'38"80  |
| 1962  | Match II          | M.4 | France      | Tantième        | Yves Saint-Martin    | François Mathet               | François Dupré                 | Aurelius         | Arctic Storm       | 2’32’’02 |
| 1961  | Right Royal       | M.3 | France      | Owen Tudor      | Roger Poincelet      | Étienne Pollet                | Mme Jean Couturié              | St. Paddy        | Rockavon           | 2'40"34  |
| 1960  | Aggressor         | M.5 | Royaume-Uni | Combat          | Jimmy Lindley        | Towser Gosden                 | Sir Harold Wernher             | Petite Étoile    | Kythnos            | 2'35"21  |
| 1959  | Alcide            | M.4 | Royaume-Uni | Alycidon        | Harry Carr           | Cecil Boyd-Rochfort           | Sir Humphrey de Trafford       | Gladness         | Balbo              | 2'31"39  |
| 1958  | Ballymoss         | M.4 | Irlande     | Mossborough     | Scobie Breasley      | Vincent O'Brien               | John McShain                   | Almeria          | Doutelle           | 2'36"33  |
| 1957  | Montaval          | M.4 | Royaume-Uni | Norseman        | Freddie Palmer       | George Bridgland              | Ralph Strassburger             | Al Mabsoot       | Tribord            | 2'41"02  |
| 1956  | Ribot             | M.4 | Italie      | Tenerani        | Enrico Camici        | Ugo Penco                     | Mario della Rocchetta          | High Veldt       | Todrai             | 2'40"24  |
| 1955  | Vimy              | M.3 | France      | Wild Risk       | Roger Poincelet      | Alec Head                     | Pierre Wertheimer              | Acropolis        | Elopement          | 2’33’’76 |
| 1954  | Aureole           | M.4 | Royaume-Uni | Hyperion        | Eph Smith            | Cecil Boyd-Rochfort           | Élisabeth II                   | Vamos            | Darius             | 2'44"00  |
| 1953  | Pinza             | M.3 | Royaume-Uni | Chanteur        | Gordon Richards      | Norman Bertie                 | Victor Sassoon                 | Aureole          | Worden II          | 2'34"00  |
| 1952  | Tulyar            | M.3 | Royaume-Uni | Tehran          | Charlie Smirke       | Marcus Marsh                  | HH Aga Khan III                | Gay Time         | Worden II          | 2'33"00  |
| 1951  | Supreme Court     | M.3 | Royaume-Uni | Precipitation   | Charlie Elliott      | Evan Williams                 | Mrs T. Lilley                  | Zucchero         | Tantième           | 2’29"40  |

* En 2005, en raison des travaux effectués à Ascot, la course se déroula sur l'hippodrome de Newbury.